# Víctor Álvarez
Víctor Álvarez Delgado (ur. 14 marca 1993 w Barcelonie) – hiszpański piłkarz występujący na pozycji obrońcy w Espanyolu Barcelona.